# Manuel Ortega (pintor)
Manuel Ortega Pérez de Monforte (Madrid, 1921 - 14 de abril de 2014) fue un pintor, muralista, escultor, diseñador, retratista y grabador madrileño.

## Biografía

### Vida personal
Nació en Madrid en 1921, fue hijo del periodista y escritor Manuel Luis Ortega Pichardo. Estudió en la Escuela de Bellas Artes de San Fernando, Madrid 1944 – 1949. Obtuvo becas de posgrado en las Plazas y Provincias Africanas en 1959 y en 1960 de la Fundación Juan March.
Se casó con la diseñadora de moda Carmina Oyonarte y fue padre de los pintores Manolo Oyonarte y Carlos Ortega.

### Carrera
Ortega ha realizado numerosos murales y vidrieras en distintas catedrales, iglesias, seminarios, palacios, hoteles y urbanizaciones de España.
En 1949 ganó el Primer Premio del concurso de Pintura Mural Vázquez Díaz, y en la escuela de arte donde estudió, obtuvo el Primer Premio Fin de Carrera de Pintura.
A partir de 1970 realizó varias exposiciones, en 1994 hizo una en el Centro Cultural Galileo reuniendo una retrospectiva de su trabajo.
En 1998, ganó un concurso internacional para realizar vidrieras de la catedral de la Almudena en Madrid.
Realizó murales para la iglesia Cristo de la Victoria de Madrid; la parroquia de Nuestra Señora de las Nieves, en Somosierra; el Palacio de Neptuno y el Hotel Colón en Madrid, el Seminario Conciliar de Vinuesa y las iglesias Santa María de Huerta y Nuestra Señora de los Ángeles, en Soria.
La producción artística de Ortega está en varias instituciones como la Biblioteca Nacional de España, Ateneo de Madrid, Círculo de Bellas Artes, Fundación Juan March y Fundación Álvaro Mutis, así como también en varios museos como el Museo Reina Sofía, Municipal y Taurino de Madrid, de Aránzazu en Guipúzcoa, Nacional de Guinea, de Arte Contemporáneo de la República Dominicana, Municipal de Jaén, del Dibujo en el Castillo de Larrés de Huesca, del Grabado en Marbella. Hay obras de Ortega que se encuentras en diversas colecciones privadas.
Realizó diversas pinturas con temas de deportes, tauromaquia, "la Movida madrileña", músicos callejeros, del metro madrileño, retratos de personajes del mundo de cultura como el poeta Adriano del Valle y el escritor Marino Gómez Santos, de la ciencia como Severo Ochoa y los doctores Fernández Cruz, Usón, Elola y Aparicio, de empresarios y de profesores como Íñigo de Aranzadi y Asunción Jordán de Urríes. Ha realizado tres autorretratos datados en 1951, 1984 y 1990.
Realizó una exposición en conjunto con sus hijos Manolo Oyonarte y Carlos Ortega, en el Palacio de Saldaña.
Murió el 13 de abril de 2014, a los 92 años de edad.